# Szwedzka wojna o niepodległość
Szwedzka wojna o niepodległość (szw. Befrielsekriget) – toczona w latach 1521–1523 wojna między siłami lojalnymi wobec szwedzkiego szlachcica Gustawa Wazy a armią króla duńskiego Chrystiana II. Gustaw został wybrany na króla Szwecji 6 czerwca 1523 w Strängnäs. W 1522 Lubeka, członek Hanzy, podpisało z nim sojusz. Powstańcy w czerwcu 1523 zdobyli Sztokholm, a we wrześniu - całe Österland. 1 września 1524 obie strony podpisały traktat z Malmö, uznający niepodległość Szwecji i jej wystąpienie z unii kalmarskiej.